# Ringwall Pfreimd
Der Ringwall Pfreimd ist eine abgegangene frühmittelalterliche Höhenburg, die 2200 m ostsüdöstlich der oberpfälzischen Stadt Pfreimd im Landkreis Schwandorf in Bayern gelegen ist. Die Anlage wird als Bodendenkmal unter der Aktennummer D-3-6539-0036 im Bayernatlas als „vorgeschichtliche Höhensiedlung mit Wallanlage“ geführt. 

## Beschreibung
Der Ringwall liegt am Mühlberg, einer Randhöhe über dem Naabtal. Der hohe Gipfel fällt nach Nordosten steil ab und nach den übrigen Seiten etwas flacher. Die Bergkuppe hat einen Durchmesser von etwa 40 m, sie ist 2,5 m unter dem Gipfel halbkreisförmig von einem Stein-Erdwall umschlossen, dessen beide Enden an den Steilabfall anschließen. Eine Kulturschicht konnte nicht gefunden werden, unterhalb des Humus steht der gewachsene Fels an. Bei einer Probegrabung 1905 wurden atypische vorgeschichtliche Scherben gefunden.
Der Ort kann nicht betreten werden, da er heute innerhalb des Standortübungsplatzes liegt.